# Philip K. Dick
Philip Kindred Dick (Chicago, 16. prosinca 1928. – Santa Ana, Kalifornija, SAD, 2. ožujka 1982.), američki je znanstvenofantastični pisac koji slovi za jednog od najplodnijih pisaca uopće.
Rođen je u Chicagu, ali se nakon razvoda roditelja s majkom odselio u Kaliforniju, gdje je živio cijeli život. Prvu priču objavio je 1952., a prvi roman 1955. Tijekom pedesetih i šezdesetih napisao je stotinjak priča i više od dvadeset romana, često spajajući naracije iz pojedinih priča u romane.
Na toliku plodnost bio je prisiljen činjenicom da je uglavnom objavljivao u opskurnim časopisima i bio slabo plaćen, te je bio u neprekidnim novčanim problemima, čemu je i pripomogao neuredan život, uzimanje droge i ukupno pet brakova (troje djece). 
Premda je zbog svojih ideja postao kultni pisac, za života je bio slabo prihvaćen i samo je jednom dobio cijenjenu nagradu Hugo, za roman Čovjek u visokom dvorcu. Nakon smrti, hollywoodske ekranizacije nekoliko njegovih djela donijele su mu svjetsku slavu i popularnost. O njegovoj ostavštini brine se njegovo troje djece Laura, Isa i Chris, koji stoje i iza službene web stranice.

## Vanjske poveznice
|  | Zajednički poslužitelj ima stranicu o temi Philip K. Dick    |
|  | Zajednički poslužitelj ima još gradiva o temi Philip K. Dick |